# Трећи метак
Трећи метак: политичка позадина убиства Зорана Ђинђића је књига коју су написали Милан Веруовић и новинар Никола Врзић, објављена септембра 2014. године. Књига анализира догађаје око атентата на Зорана Ђинђића и даје погледе на политичку позадину атентата.

## Оповргавање теза из књиге
Балистичари МУП-а су објаснили зашто се чуо трећи пуцањ и оповргнули Веруовићеву причу. Наиме, први куршум (први звук) који је испаљен, прострелио је Ђинђића и завршио је у штакама које је премијер Србије тада носио. Ударац у штаке је био други звук. Трећи звук је испаљивање другог метка који је завршио у Веруовићевом телу, прострелио га је, али је рикошетирао и није завршио близу њих те није било четвртог звука. Само сведоци (њих пет-шест) који су били близу Ђинђића и Веруовића приликом атентата су чули три пуцња, сви остали сведоци (а било их је 26, који су се налазили у тренутку убиства на различитим позицијама) су чули два пуцња, укључујући и становнике зграде у којој је Звездан Јовановић био приликом пуцања.